# Lino Salini

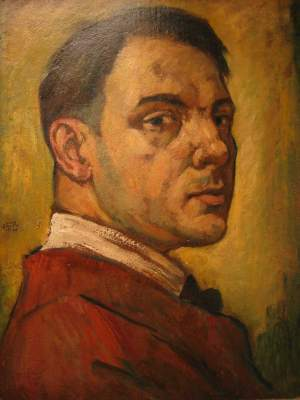
Selbstporträt (1920)

Umberto Lino Salini (* 27. Dezember 1889 in Frankfurt am Main; † 20. Dezember 1944 in Würzburg) war ein deutscher Maler und Karikaturist. Salini wird oft mit Heinrich Zille verglichen, da er die Motive für seine Zeichnungen gern einem spezifischen Milieu entnahm: den Sachsenhäuser Apfelwein-Schenken. Seine Karikaturen und Bilder Frankfurter Originale finden sich noch heute in zahlreichen Wirtschaften. Sein Nachlass wird im Frankfurter Institut für Stadtgeschichte verwaltet.

## Leben
Salinis Vater Giovita Salini stammte aus Bedonia (Provinz Parma). Er hatte sich 1875 in Frankfurt am Main als Kramhändler niedergelassen. Später führte er in der Königswarterstraße im Ostend eine Weinstube mit kleinem Restaurant und geriet trotz eines florierenden Geschäfts in Schwierigkeiten, weil er den zahlreichen, in den Frankfurter Import- und Exportfirmen Beschäftigten und bei ihm verkehrenden italienischen Kaufleuten in landsmannschaftlicher Verbundenheit zu großzügig kreditierte.
Giovita Salini heiratete die aus Hannover stammende Dorothea Friederike Bartling, mit der er vier Kinder hatte. Als einziges Kind überlebte der am 27. Dezember 1889 geborene Umberto Lino. Seine Mutter starb, als er vier Jahre alt war.
Die Weinstube hatte sein Vater inzwischen in die Kaiserhofstraße in der Innenstadt verlegen können, eine Nebenstraße der Freßgass. Dort wurde sie zum Treffpunkt Frankfurter Künstler. Auch Salinis Vater betätigte sich dort als Zeichner, wobei er sich vor allem auf ein Motiv konzentrierte: Die Blaue Grotte auf Capri, wofür er im Kreise seiner Gäste Abnehmer fand.
Das Talent des Sohnes zeigte sich früh. Besonders die Tiere im Frankfurter Zoo hatten es ihm angetan. Seine Neigung fiel auch den in der väterlichen Weinstube verkehrenden Malern auf. Antonio Becker sowie Gustav Herold gaben ihm schon zeitig Anleitungen und bestärkten den Vater darin, ihn erst in die Lehre des Malers Alois Penz zu geben und später in der Städelschule bei Professor Wilhelm Amandus Beer und Emil Gies gründlich ausbilden zu lassen.
Entgegen manchen Warnungen alter Freunde wurde es keine brotlose Kunst für den jungen Salini. Sein eigentliches Metier wurde die Karikatur, vor allem in kleinformatigen Zeichnungen (meistens in schwarzweiß, hier und da koloriert). Gelegentlich fertigte er auch großformatige Aquarellporträts an, sowie Tusche-, Rötel- und Kreidezeichnungen.
Bekannt wurden vor allem seine Zeichnungen aus dem Milieu der Apfelweinwirtschaften in Sachsenhausen, mit denen er zum Ebbelwoi-Zille wurde. Wie Heinrich Zille zeichnete Salini vor allem Porträts und Skizzen der Menschen, die ihm auf seinen Streifzügen durch die Gassen und Gastwirtschaften der Stadt begegneten.

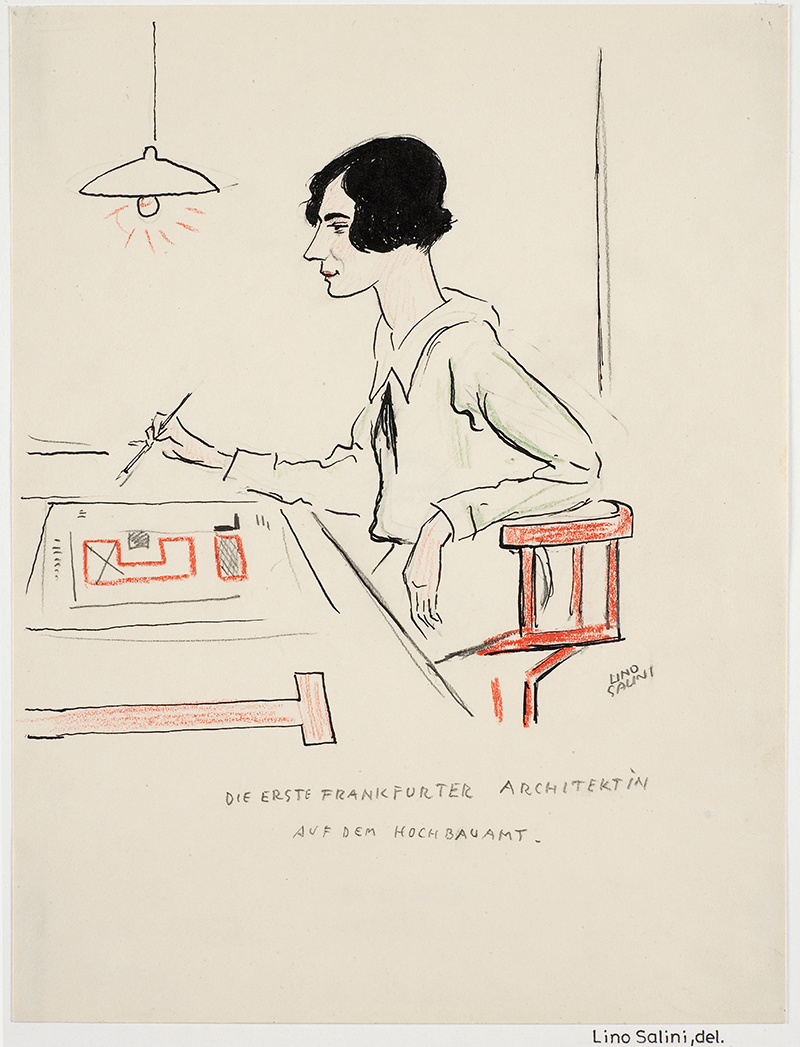
Die erste Frankfurter Architektin auf dem Hochbauamt Margarete Schütte-Lihotzky, 1927, Zeichnung von Lino Salini

Zu seinem Freundeskreis gehörten namhafte Frankfurter Künstler wie Wilhelm Altheim, Fritz Boehle, Cefischer, Mateo Cristiani und Georg Mahr. Salini porträtierte zahlreiche Künstler, wenn sie zu Gast in Frankfurt waren, darunter Heinrich George, Clemens Krauss, Paul Wegener, Fjodor Schaljapin, Arturo Toscanini, Beniamino Gigli, den Clown Grock und Joachim Ringelnatz. Der größte Teil seiner Werke ging bei einem Luftangriff auf Frankfurt im März 1944 verloren, der auch sein Atelier in der Hochstraße völlig zerstörte.
Die letzten Monate seines Lebens verbrachte er in Homburg am Main bei Wertheim. Dort haben sich in der Gaststätte „Zur Krone“ bis heute Wandmalereien von ihm erhalten. Salini starb am 20. Dezember 1944 an einem schweren Nierenleiden.
Von seinem persönlichen Nachlass blieb nur ein Teil seiner Arbeiten erhalten, die er nach Homburg ausgelagert hatte. Obwohl Salini zu Lebzeiten in Frankfurt sehr populär gewesen war – u. a. erschienen viele seiner Zeichnungen im Stadtblatt der Frankfurter Zeitung – gab es in der Nachkriegszeit, von kleineren Ausstellungen abgesehen, keinen Überblick über Lino Salinis Gesamtwerk. Erst 1978 wurden die erhaltenen Werke in der Ausstellung Lino Salini – Frankfurter Karikaturen mit Herz und Pfiff der Polytechnischen Gesellschaft erstmals öffentlich gezeigt.
Anlässlich seines 100. Geburtstages folgte 1989 eine weitere Ausstellung im Institut für Stadtgeschichte mit dem Thema Lino Salini – Zeichner und Karikaturist vom ersten bis zum zweiten Weltkrieg.
Die Gesellschaft zur Förderung Frankfurter Malerei e. V. veranstaltete vom 14. November bis 16. Dezember 2005 eine Gedächtnisausstellung in der Dreieichstraße in Sachsenhausen in einer eigens dafür hergerichteten Apfelweingaststätte.
In der Literatur ist Lino Salini bislang kaum gewürdigt worden. Im Jahre 1930 gab die „Bibliophile Gesellschaft“ in geringer Auflage ein Skizzenbuch heraus, in dem vorwiegend die Köpfe ihrer Mitglieder festgehalten waren. Erst 1978 erschien mit Lino Salinis Frankfurter Bilderbogen eine Veröffentlichung in Buchform, die einen kleinen Überblick über Salinis Schaffen vermittelt.
Zu Buchillustrationen wurden Salini-Zeichnungen dagegen oft herangezogen, wie selbst verschiedenen Gedichtbänden in Frankfurter Mundart und anderen lokalen Fibeln entnommen werden kann.
Eine systematische Aufarbeitung des gesamten erhaltenen Materials ist bislang nicht erfolgt. Neben zahlreichen Privatsammlern verfügt das Institut für Stadtgeschichte über die größte Salini-Sammlung.